# Ángela Peralta Pino
Ángela Peralta Pino (1909-1991) fue una docente argentina sin título que durante 22 años combatió el analfabetismo en los quebrachales del norte santafesino trasladándose en un vagón de tren (la «escuela rodante»).

## Biografía
Nació en Providencia, Las Colonias, provincia de Santa Fe, el 9 de noviembre de 1909. Sus padres fueron Josefa Pino y Ángel Peralta. En su adolescencia y a pesar de la oposición de su familia, marcha a Rafaela para estudiar y se inscribe en la carrera de magisterio, en la Escuela Normal “Santa María de Oro”. Allí es compañera de estudios de Leticia Cossettini, quien está llamada a ser baluarte de la educación santafesina en Rosario. Si bien cursa el primer año, la presión de la familia la hace abandonar al iniciar el segundo. Quizás sea éste su primer gran renunciamiento en beneficio de la concordia familiar.

## Labor docente
Sin embargo, al visitar una estancia importante del departamento 9 de Julio, le piden que comience a enseñar a los hijos de los peones y así se inicia en la labor docente en la cual se destacará por su pasión y su entrega, sobre todo, con los más necesitados.

## La escuela rodante
En el año 1936, se realiza en San Luis el Primer Congreso de Instrucción Pública. Allí concurre la delegación de la provincia de Santa Fe, encabezada por el doctor Pío Pandolfo que lleva como propuesta un proyecto de construcción de escuelas rodantes y flotantes. Dicho  proyecto  tuvo total aceptación ya que se consideró que ésta sería una solución al problema del analfabetismo, fundamentalmente en lugares de difícil acceso para la construcción de establecimientos escolares.
De regreso  en Santa Fe  se consigue la aprobación de la ley y se dispone la creación de la primera Escuela Rodante para que funcione en el Departamento 9 de Julio. Resultó ser la única de todas las que quizás en mente estuviera crear; el único lugar donde se ejecuta el proyecto fue en la provincia de Santa Fe, y sólo a través de la creación de una sola escuela rodante. El departamento 9 de Julio, ubicado en el norte de la provincia, era, para la época, la zona más atrasada de todas por múltiples factores  a pesar de su enorme riqueza forestal.

## Colonización
En ese momento, la zona total de bosques y montes cubre una superficie de 3.000.000 de hectáreas, con predominio de algarrobos y quebrachos, lo cual alienta el instinto de ganancias de  grandes compañías, especialmente extranjeras, que ven en ella la posibilidad de explotación fácil, con mano de obra barata, sin grandes erogaciones, por falta de políticas claras que impidan la explotación a mansalva. Por esta razón la zona se convierte y depende, casi exclusivamente, de la explotación forestal. Estas características hicieron que la colonización y el asentamiento poblacional fuera muy distinto del resto de la provincia.
En un ambiente rural disperso, las distancias, las condiciones climáticas que se agravan por las dificultades que presentan las vías de comunicación, las ocupaciones de los niños en tareas rurales, son todas circunstancias que conspiran contra una regular asistencia escolar. Esa explotación forestal determina muchas de las características de la región, siendo la más tristemente notable la explotación humana que allí se realiza. El escritor santafesino Gastón Gori, en su libro "La Forestal: La tragedia del quebracho colorado", resume lo que ocurría en la zona así: “El panorama de la vida en los obrajes no es privativo del norte de la Provincia de Santa Fe; las conclusiones pueden aplicarse a todos los obrajes de la compañía en el Chaco …no existió prácticamente ningún dueño de obrajes, propietario o no de la tierra, o sociedad con fines forestales, que no fuera acreedora a la marca de opinión pública que señalara a los obrajes como centro de explotación inhumana del hombre y fomento de vicios”.

## Escuela rodante N° 942 "José Antonio Álvarez de Arenales
Se decide entonces que éste es el ambiente que reúne las condiciones para que comience a funcionar la Escuela Rodante N° 942 “José Antonio Álvarez de Arenales”, hoy llamada “Ángela Peralta Pino” en memoria de quien fuera su primera y única “maestra caracol”, como se la llama habitualmente.
Un viejo vagón de ferrocarril, pintado de blanco, con dos puertas, al pie de las cuales se ubican dos escaleras, es reacondicionado para cumplir tales funciones. Se lo divide en dos partes: una destinada a aula –donde se ubican dos hileras de bancos, el pizarrón y un escritorio- y el otro sector, destinado a vivienda de la maestra, posee una cama, un pequeño armario, un baño y una pequeña cocina.
Es trasladada usando un tractor y, por tener ruedas, a diferencia de otras que existieron en el país y que eran llevadas en ferrocarril, ésta permite ubicarla en el medio mismo del monte, sin necesidad de estar cerca de las vías férreas. Posee un pequeño generador a batería que permite tener un foco de iluminación en la cocina, otro en el baño, otro en el dormitorio y dos en el aula. En uno de sus frentes un faro pequeño marca la presencia rectora de la escuela, de la pequeña escuela-habitación, cáscara de nuez en medio del monte.

## Evolución
Durante todo el período en que funcionó la escuela -1940/1962- el país vivió distintas convulsiones internas, pero allí, en un lugar casi ignorado de la provincia de Santa Fe, continuó su labor la única Escuela Rodante del país.
En 1940 la escuela está lista, sólo falta encontrar a la persona adecuada. Es así que  aparecen en el escritorio del Ministro notas, cuadernos, actas sobre el trabajo de una docente internada en el norte de la provincia. Por eso, aun cuando no cuenta con el título docente, Ángela Peralta Pino es elegida para ocupar el cargo.
Sin embargo Ángela debe resolver un tema: su boda. Ella elige: su vocación es más fuerte y parte rumbo a lo desconocido. Angelita puede considerarse una transgresora y allá fue con su Escuela Rodante, en un paisaje de montes y de hacheros, tratando de convencerlos para que enviaran a sus hijos a la escuela, trasladándola aproximadamente cada tres o cuatro años y permaneciendo en ella durante veintidós, hasta su jubilación.